# 亞提·瀚茲
亞提·瀚茲（Artie P. Hatzes，1957年5月24日—）是一位美國天文學家，現任教於德國耶拿大學，並且是卡爾·史瓦西天文台台長。
瀚茲是搜尋太陽系外行星的先驅，並且參與對流旋轉和行星橫越任務（COROT）計劃。他的成就包含了發現系外行星雙子座βb、波江座εb，以及HD 13189的伴星。

## 外部連結
- Bild von Hatzes （页面存档备份，存于）